# Судаково (Ленинградская область)
Судаково (до 1949 года Остамо, фин. Ostamo) — посёлок в Ларионовском сельском поселении Приозерского района Ленинградской области.

## Название
16 января 1948 года исполкомом Норсъйокского сельсовета было принято решение о переименовании деревни Остамо в посёлок Судаково. Основанием послужило постановление общего собрания рабочих и служащих совхоза «Остамо». Переименование было закреплено указом Президиума ВС РСФСР от 13 января 1949 года.

## История
Упоминается в 1745 году на карте Ингерманландии и Карелии, как деревня Ошзама.
- Деревня Ошзама русской на карте 1745 года

7 февраля 1875 года в имении Остамо родился выдающийся финский композитор и педагог Эрик (Эркки) Густаф Мелартин.
В 1920-е годы деревня Остамо административно являлась частью деревни Алапуусти. Две части деревни Алапуусти были разделены лесом, поэтому их зачастую считали разными поселениями. К северо-западу от деревни находились озеро Остамоярви и деревня Йэнсу, к северо-востоку — деревня Норсъйоки, к востоку — деревня Юлепуусти и к югу — основная часть деревни Алапуусти.
- Деревня Остамо на финской карте 1923 года

До 1939 года деревня Остамо входила в состав Кякисалмского сельского округа Выборгской губернии Финляндской республики. Жители деревни занимались преимущественно сельским хозяйством.
С 1 января 1940 года — в составе Карело-Финской ССР.
С 1 августа 1941 года по 31 июля 1944 года финская оккупация.
С 1 ноября 1944 года, деревня Остамо в составе Норсъйокского сельсовета Кексгольмского района Ленинградской области.
С 1 октября 1948 года учитывается как посёлок Судаково и находится в составе Ларионовского сельсовета Приозерского района. В ходе укрупнения хозяйства к посёлку были присоединены соседние селения: Оякойнен, Метсяранта, Суотила.
С 1 февраля 1963 года — в составе Выборгского района.
С 1 января 1965 года — вновь в составе Приозерского района. В 1965 году население посёлка составляло 130 человек. 
По данным 1966, 1973 и 1990 годов посёлок Судаково входил в состав Ларионовского сельсовета.
В 1997 году в посёлке Судаково Ларионовской волости проживал 41 человек, в 2002 году — 43 человека (русские — 86 %).
В 2007 и 2010 годах в посёлке Судаково Ларионовского СП проживали 39 человек.

## География
Посёлок расположен в северо-восточной части района на автодороге 41К-185 (Комсомольское — Приозерск).
Расстояние до административного центра поселения — 3 км.
Расстояние до ближайшей железнодорожной станции Приозерск — 9 км.
Посёлок находится на южном берегу Судаковского озера.

## Демография
| 2007 | 2010 | 2017 |
| ---- | ---- | ---- |
| 39   | →39  | ↗56  |

## Улицы
Александровская, Богатовская, Весёлая, Дачный переулок, Лесная, Магистральная, Почтовая, Сергеевская, Солнечная, Яблоневая, Ямская